# Стална конференција канонских православних епископа у Америкама
Стална конференција канонских православних епископа у Америкама (енгл. Standing Conference of the Canonical Orthodox Bishops in the Americas, SCOBA) била је организација која је окупљала првојерархе канонских православних цркава на тлу двије Америке.

## Историја
Основана је 1960. године као организација која окупља канонске јерархе православних јурисдикција у Америкама. Циљ оснивања Сталне конференције је био да се створе чвршће везе и јединство између канонских православних цркава ради што видљивијег исповиједања православља. Јерарси су се састајали полугодишње ради дискутовања и одлучивања о унутрашњим православним и екуменским питањима, да би разматрали рад конференцијских комисија и да би планирали будуће потезе.
Од јуна 2010. Стална конференција се налази у прелазном периоду. На првом засједању Епископске скупштине Сјеверне и Централне Америке одржаном од 26. до 28. маја 2010. чланови Сталне конференције су одлучили да је распусте и дозволи су Епископској скупштини да преузме све њене функције и задатке, као и њене агенције и друга тијела.
Главне агенције унутар Сталне конференције су биле:  и Orthodox Christian Network (OCN).

## Чланство
Чланови Сталне конференције су били предсједавајући јерарси канонских православних цркава у Америкама. Остали епархијски и викарни архијереји су могли учествовати у раду Сталне конференције по позиву, али без права гласа.
Чланство Сталне конференције су чиниле сљедеће православне јурисдикције:
- Цариградска патријаршија — Архиепископија америчка, Украјинска православна црква у САД, Америчка карпатско-руска православна епархија и Албанска православна америчка епархија;
- Антиохијска патријаршија — Архиепископија сјеверноамеричка;
- Српска православна црква — Српска православна црква у Сјеверној и Јужној Америци;
- Православна црква у Америци;
- Бугарска православна црква — Епархија у САД, Канади и Аустралији;
- Румунска православна црква — Архиепископија двије Америке;
- Руска православна црква — Патријаршијске парохије у САД.